# Chaetorhynchus papuensis
Chaetorhynchus papuensis là một loài chim trong họ Rhipiduridae.
Đây là loài bản địa đảo New Guinea. Nghiên cứu phát sinh chủng loài phân tử năm 2009 đặt nó như là loài chị em với Lamprolia victoriae (đuôi lụa Taveuni) ở Fiji, và hai loài này như là nhánh chị - em với rẻ quạt (Rhipiduridae). Tuy nhiên, ngay cả rẻ quạt cũng chỉ là các họ hàng xa. Jønsson et al. (2016) ước tính tổ tiên chung của hai nhánh chị - em này (Lamprolia victoriae + Chaetorhynchus papuensis và Rhipiduridae) đã xuất hiện khoảng 22 triệu năm trước, cho thấy việc xếp chúng trong họ riêng gọi là Lamproliidae là hợp lý hơn. Ngược lại, tổ tiên chung gần nhất của rẻ quạt thật sự dường như chỉ xuất hiện khoảng 15 triệu năm trước.